# Stenurella intermedia
Stenurella intermedia là một loài bọ cánh cứng trong họ Cerambycidae.